# 漢格勒山
46°50′11″N 11°1′7″E / 46.83639°N 11.01861°E

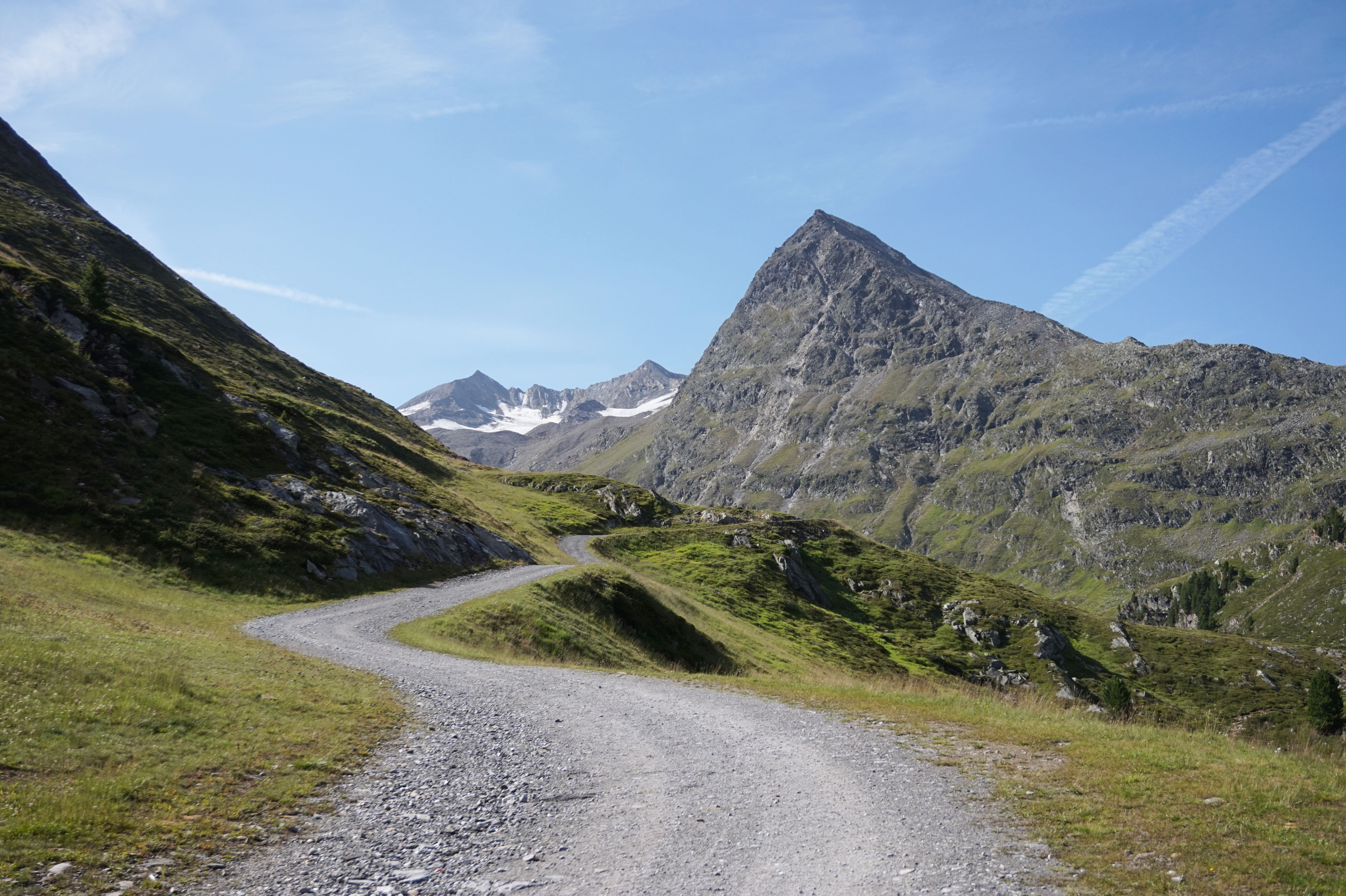

漢格勒山（德語：Hangerer），是奧地利的山峰，位於該國西部，由蒂羅爾州負責管轄，屬於奧茨塔爾阿爾卑斯山脈的一部分，海拔高度3,020米，每年平均降雨量1,426毫米。